# Lista de jogadores e capitães campeões da Copa Davis
Segue a lista de campeões - jogadores e capitães - da Copa Davis/International Lawn Tennis Challenge.
O levantamento diz respeito aos tenistas convocados oficialmente para o confronto final (se ele ocorrer em data e local à parte) ou à fase final (com vários participantes e confrontos na mesma sede, em um curto espaço de tempo).
Para jogadores que mudaram de nome do longo do tempo: o nome mostrado aqui sempre será o mais recente. Se, por acaso, disputaram uma edição com outro nome, este será sinalizado em nota.

## Ano a ano
A contagem, nesta seção, é de quantas edições que um nome saiu vitorioso. Se este aparece como jogador e capitão no mesmo ano, então o numerador é repetido (haverá um asterisco) no segundo item.
Na seção Estatísticas, o levantamento é feito sob outros critérios.
| Ano                                                                     | Equipe Campeã      | Jogador 1                 | Jogador 2                | Jogador 3                | Jogador 4                     | Jogador 5          | Capitão                        |
| ----------------------------------------------------------------------- | ------------------ | ------------------------- | ------------------------ | ------------------------ | ----------------------------- | ------------------ | ------------------------------ |
| 2024                                                                    | Itália             | Matteo Berrettini         | Simone Bolelli (2/2)     | Lorenzo Musetti (2/2)    | Jannik Sinner (2/2)           | Andrea Vavassori   | Filippo Volandri (2/2)         |
| 2023                                                                    | Itália             | Matteo Arnaldi            | Simone Bolelli (1/2)     | Lorenzo Musetti (1/2)    | Jannik Sinner (1/2)           | Lorenzo Sonego     | Filippo Volandri (1/2)         |
| 2022                                                                    | Canadá             | Félix Auger-Aliassime     | Gabriel Diallo           | Alexis Galarneau         | Vasek Pospisil                | Denis Shapovalov   | Frank Dancevic                 |
| 2020-21                                                                 | FRT                | Evgeny Donskoy            | Aslan Karatsev           | Karen Khachanov          | Daniil Medvedev               | Andrey Rublev      | Shamil Tarpischev (3/3)        |
| 2019                                                                    | Espanha            | Roberto Bautista Agut     | Pablo Carreño Busta      | Marcel Granollers (2/2)  | Feliciano López (4/4)         | Rafael Nadal (4/4) | Sergi Bruguera                 |
| 2018                                                                    | Croácia            | Marin Čilić               | Borna Ćorić              | Ivan Dodig               | Mate Pavić                    | Franko Škugor      | Željko Krajan                  |
| 2017                                                                    | França             | Richard Gasquet           | Pierre-Hugues Herbert    | Lucas Pouille            | Jo-Wilfried Tsonga            | –                  | Yannick Noah(3/3)              |
| 2016                                                                    | Argentina          | Juan Martin del Potro     | Federico Delbonis        | Leonardo Mayer           | Guido Pella                   | –                  | Daniel Orsanic                 |
| 2015                                                                    | Grã-Bretanha       | Kyle Edmund               | Andy Murray              | Jamie Murray             | James Ward                    | –                  | Leon Smith                     |
| 2014                                                                    | Suíça              | Marco Chiudinelli         | Roger Federer            | Michael Lammer           | Stan Wawrinka                 | –                  | Severin Lüthi                  |
| 2013                                                                    | Chéquia            | Tomáš Berdych (2/2)       | Jan Hájek                | Lukáš Rosol (2/2)        | Radek Štěpánek (2/2)          | –                  | Vladimir Šafárik               |
| 2012                                                                    | Chéquia            | Tomáš Berdych (1/2)       | Ivo Minář                | Lukáš Rosol (1/2)        | Radek Štěpánek (1/2)          | –                  | Jaroslav Navrátil              |
| 2011                                                                    | Espanha            | David Ferrer (3/3)        | Feliciano López (3/4)    | Rafael Nadal (3/4)       | Fernando Verdasco (3/3)       | –                  | Albert Costa (4/4)             |
| 2010                                                                    | Sérvia             | Novak Djokovic            | Janko Tipsarević         | Viktor Troicki           | Nenad Zimonjić                | –                  | Bogdan Obradović               |
| 2009                                                                    | Espanha            | David Ferrer (2/3)        | Feliciano López (2/4)    | Rafael Nadal (2/4)       | Fernando Verdasco (2/3)       | –                  | Albert Costa (3/4)             |
| 2008                                                                    | Espanha            | David Ferrer (1/3)        | Marcel Granollers (1/2)  | Feliciano López (1/4)    | Fernando Verdasco (1/3)       | –                  | Albert Costa (2/4)             |
| 2007                                                                    | Estados Unidos     | James Blake               | Bob Bryan                | Mike Bryan               | Andy Roddick                  | –                  | John McEnroe (6/6)             |
| 2006                                                                    | Rússia             | Nikolay Davydenko         | Marat Safin (2/2)        | Dmitry Tursunov          | Mikhail Youzhny (2/2)         | –                  | Shamil Tarpischev (2/3)        |
| 2005                                                                    | Croácia            | Mario Ančić               | Goran Ivanišević         | Ivo Karlović             | Ivan Ljubičić                 | –                  | Nikola Pilić (4/4)             |
| 2004                                                                    | Espanha            | Juan Carlos Ferrero (2/2) | Carlos Moyá              | Rafael Nadal (1/4)       | Tommy Robredo                 | –                  | Jordi Arrese                   |
| 2003                                                                    | Austrália          | Wayne Arthurs             | Lleyton Hewitt (2/2)     | Mark Philippoussis (2/2) | Todd Woodbridge (2/2)         | –                  | John Fitzgerald (3/3)          |
| 2002                                                                    | Rússia             | Yevgeny Kafelnikov        | Marat Safin (1/2)        | Andrei Stoliarov         | Mikhail Youzhny (1/2)         | –                  | Shamil Tarpischev (1/3)        |
| 2001                                                                    | França             | Nicolas Escudé            | Sébastien Grosjean       | Cédric Pioline (2/2)     | Fabrice Santoro               | –                  | Guy Forget (3/3)               |
| 2000                                                                    | Espanha            | Joan Balcells             | Àlex Corretja            | Albert Costa (1/4)       | Juan Carlos Ferrero (1/2)     | –                  | Javier Duarte                  |
| 1999                                                                    | Austrália          | Lleyton Hewitt (1/2)      | Mark Philippoussis (1/2) | Todd Woodbridge (1/2)    | Mark Woodforde                | –                  | John Newcombe (6/6)            |
| 1998                                                                    | Suécia             | Jonas Björkman (3/3)      | Magnus Gustafsson        | Nicklas Kulti (2/2)      | Magnus Norman                 | –                  | Carl-Axel Hageskog (2/2)       |
| 1997                                                                    | Suécia             | Jonas Björkman (2/3)      | Thomas Enqvist           | Nicklas Kulti (1/2)      | Magnus Larsson (2/2)          | –                  | Carl-Axel Hageskog (1/2)       |
| 1996                                                                    | França             | Arnaud Boetsch (2/2)      | Guy Forget (2/3)         | Cédric Pioline (1/2)     | Guillaume Raoux               | –                  | Yannick Noah(2/3)              |
| 1995                                                                    | Estados Unidos     | Jim Courier (2/2)         | Todd Martin              | Richey Reneberg          | Pete Sampras                  | –                  | Tom Gullikson                  |
| 1994                                                                    | Suécia             | Jan Apell                 | Jonas Björkman (1/3)     | Stefan Edberg (4/4)      | Magnus Larsson (1/2)          | –                  | John-Anders Sjögren            |
| 1993                                                                    | Alemanha           | Marc-Kevin Goellner       | Patrik Kühnen (3/3)      | Carl-Uwe Steeb (3/3)     | Michael Stich                 | –                  | Nikola Pilić (3/4)             |
| 1992                                                                    | Estados Unidos     | Andre Agassi (2/2)        | Jim Courier (1/2)        | John McEnroe (5/6)       | Pete Sampras                  | –                  | Tom Gorman (3/3)               |
| 1991                                                                    | França             | Arnaud Boetsch (1/2)      | Olivier Delaître         | Guy Forget (1/3)         | Henri Leconte                 | –                  | Yannick Noah(1/3)              |
| 1990                                                                    | Estados Unidos     | Andre Agassi (1/2)        | Michael Chang            | Rick Leach               | Jim Pugh                      | –                  | Tom Gorman (2/3)               |
| 1989                                                                    | Alemanha Ocidental | Boris Becker (2/2)        | Eric Jelen (2/2)         | Patrik Kühnen (2/3)      | Carl-Uwe Steeb (2/3)          | –                  | Nikola Pilić (2/4)             |
| 1988                                                                    | Alemanha Ocidental | Boris Becker (1/2)        | Eric Jelen (1/2)         | Patrik Kühnen (1/3)      | Carl-Uwe Steeb (1/3)          | –                  | Nikola Pilić (1/4)             |
| 1987                                                                    | Suécia             | Stefan Edberg (3/4)       | Anders Järryd (3/3)      | Joakim Nyström (2/2)     | Mats Wilander (3/3)           | –                  | Hans Olsson (3/3)              |
| 1986                                                                    | Austrália          | Pat Cash (2/2)            | John Fitzgerald (2/3)    | Peter McNamara           | Paul McNamee (2/2)            | –                  | Neale Fraser (11/11)           |
| 1985                                                                    | Suécia             | Stefan Edberg (2/4)       | Anders Järryd (2/3)      | Joakim Nyström (1/2)     | Mats Wilander (2/3)           | –                  | Hans Olsson (2/3)              |
| 1984                                                                    | Suécia             | Stefan Edberg (1/4)       | Anders Järryd (1/3)      | Henrik Sundström         | Mats Wilander (1/3)           | –                  | Hans Olsson (1/3)              |
| 1983                                                                    | Austrália          | Pat Cash (1/2)            | Mark Edmondson           | John Fitzgerald (1/3)    | Paul McNamee (1/2)            | –                  | Neale Fraser (10/11)           |
| 1982                                                                    | Estados Unidos     | Peter Fleming (2/2)       | Gene Mayer               | John McEnroe (4/6)       | Eliot Teltscher (2/2)         | –                  | Arthur Ashe (5/5)              |
| 1981                                                                    | Estados Unidos     | Peter Fleming (1/2)       | John McEnroe (3/6)       | Roscoe Tanner            | Eliot Teltscher (1/2)         | –                  | Arthur Ashe (4/5)              |
| 1980                                                                    | Checoslováquia     | Jan Kodeš                 | Ivan Lendl               | Pavel Složil             | Tomáš Šmíd                    | –                  | Antonin Bolardt                |
| 1979                                                                    | Estados Unidos     | Vitas Gerulaitis          | Bob Lutz (5/5)           | John McEnroe (2/6)       | Stan Smith (7/7)              | –                  | Tony Trabert (3/3)             |
| 1978                                                                    | Estados Unidos     | Brian Gottfried           | Bob Lutz (4/5)           | John McEnroe (1/6)       | Stan Smith (6/7)              | –                  | Tony Trabert (2/3)             |
| 1977                                                                    | Austrália          | John Alexander            | Ross Case                | Phil Dent                | Tony Roche (5/5)              | –                  | Neale Fraser (9/11)            |
| 1976                                                                    | Itália             | Corrado Barazzutti        | Paolo Bertolucci         | Adriano Panatta          | Antonio Zugarelli             | –                  | Nicola Pietrangeli             |
| 1975                                                                    | Suécia             | Birger Andersson          | Ove Bengtson             | Björn Borg               | Rolf Norberg                  | –                  | Lennart Bergelin               |
| 1974                                                                    | África do Sul      | Bob Hewitt                | Frew McMillan            | Ray Moore                | –                             | –                  | –                              |
| 1973                                                                    | Austrália          | Mal Anderson (2/2)        | Rod Laver (5/5)          | John Newcombe (5/6)      | Ken Rosewall (4/4)            | –                  | Neale Fraser (8/11)            |
| 1972                                                                    | Estados Unidos     | Tom Gorman (1/3)          | Stan Smith (5/7)         | Harold Solomon           | Erik van Dillen (2/2)         | –                  | Dennis Ralston (2/2)           |
| 1971                                                                    | Estados Unidos     | Frank Froehling (2/2)     | Clark Graebner (2/2)     | Stan Smith (4/7)         | Erik van Dillen (1/2)         | –                  | Ed Turville (3/3)              |
| 1970                                                                    | Estados Unidos     | Arthur Ashe (3/5)         | Bob Lutz (3/5)           | Cliff Richey (2/2)       | Stan Smith (3/7)              | –                  | Ed Turville (2/3)              |
| 1969                                                                    | Estados Unidos     | Arthur Ashe (2/5)         | Bob Lutz (2/5)           | Cliff Richey (1/2)       | Stan Smith (2/7)              | –                  | Ed Turville (1/3)              |
| 1968                                                                    | Estados Unidos     | Arthur Ashe (1/5)         | Clark Graebner (1/2)     | Bob Lutz (1/5)           | Stan Smith (1/7)              | –                  | Donald Dell                    |
| 1967                                                                    | Austrália          | Bill Bowrey               | Roy Emerson (8/8)        | John Newcombe (4/6)      | Tony Roche (4/5)              | –                  | Harry Hopman (16/16)           |
| 1966                                                                    | Austrália          | Roy Emerson (7/8)         | John Newcombe (3/6)      | Tony Roche (3/5)         | Fred Stolle (4/4)             | –                  | Harry Hopman (15/16)           |
| 1965                                                                    | Austrália          | Roy Emerson (6/8)         | John Newcombe (2/6)      | Tony Roche (2/5)         | Fred Stolle (3/4)             | –                  | Harry Hopman (14/16)           |
| 1964                                                                    | Austrália          | Roy Emerson (5/8)         | John Newcombe (1/6)      | Tony Roche (1/5)         | Fred Stolle (2/4)             | –                  | Harry Hopman (13/16)           |
| 1963                                                                    | Estados Unidos     | Frank Froehling (1/2)     | Chuck McKinley           | Dennis Ralston (1/2)     | Marty Riessen                 | –                  | Robert Kelleher                |
| 1962                                                                    | Austrália          | Roy Emerson (4/8)         | Ken Fletcher             | Neale Fraser (7/11)      | Rod Laver (4/5)               | –                  | Harry Hopman (12/16)           |
| 1961                                                                    | Austrália          | Roy Emerson (3/8)         | Neale Fraser (6/11)      | Rod Laver (3/5)          | Fred Stolle (1/4)             | –                  | Harry Hopman (11/16)           |
| 1960                                                                    | Austrália          | Roy Emerson (2/8)         | Neale Fraser (5/11)      | Rod Laver (2/5)          | Bob Mark (2/2)                | –                  | Harry Hopman (10/16)           |
| 1959                                                                    | Austrália          | Roy Emerson (1/8)         | Neale Fraser (4/11)      | Rod Laver (1/5)          | Bob Mark (1/2)                | –                  | Harry Hopman (9/16)            |
| 1958                                                                    | Estados Unidos     | Butch Buchholz            | Alex Olmedo              | Barry MacKay             | Hamilton Richardson (2/2)     | –                  | Perry Jones                    |
| 1957                                                                    | Austrália          | Mal Anderson (1/2)        | Ashley Cooper (2/2)      | Neale Fraser (3/11)      | Mervyn Rose (4/4)             | –                  | Harry Hopman (8/16)            |
| 1956                                                                    | Austrália          | Ashley Cooper (1/2)       | Neale Fraser (2/11)      | Lew Hoad (4/4)           | Ken Rosewall (3/4)            | –                  | Harry Hopman (7/16)            |
| 1955                                                                    | Austrália          | Neale Fraser (1/11)       | Rex Hartwig (2/2)        | Lew Hoad (3/4)           | Ken Rosewall (2/4)            | –                  | Harry Hopman (6/16)            |
| 1954                                                                    | Estados Unidos     | Hamilton Richardson (1/2) | Vic Seixas               | Bill Talbert (3/3)       | Tony Trabert (1/3)            | –                  | Bill Talbert (3*/3)            |
| 1953                                                                    | Austrália          | Rex Hartwig (1/2)         | Lew Hoad (2/4)           | Ken Rosewall (1/4)       | Mervyn Rose (3/4)             | –                  | Harry Hopman (5/16)            |
| 1952                                                                    | Austrália          | Lew Hoad (1/4)            | Ken McGregor (3/3)       | Mervyn Rose (2/4)        | Frank Sedgman (3/3)           | –                  | Harry Hopman (4/16)            |
| 1951                                                                    | Austrália          | Ian Ayre                  | Ken McGregor (2/3)       | Mervyn Rose (1/4)        | Frank Sedgman (2/3)           | –                  | Harry Hopman (3/16)            |
| 1950                                                                    | Austrália          | John Bromwich (2/2)       | Ken McGregor (1/3)       | Frank Sedgman (1/3)      | George Worthington            | –                  | Harry Hopman (2/16)            |
| 1949                                                                    | Estados Unidos     | Pancho Gonzales           | Gardnar Mulloy (4/4)     | Ted Schroeder (4/4)      | Bill Talbert (2/3)            | –                  | Alrick Man (3/3)               |
| 1948                                                                    | Estados Unidos     | Gardnar Mulloy (3/4)      | Frank Parker (4/4)       | Ted Schroeder (3/4)      | Bill Talbert (1/3)            | –                  | Alrick Man (2/3)               |
| 1947                                                                    | Estados Unidos     | Jack Kramer (2/2)         | Gardnar Mulloy (2/4)     | Frank Parker (3/4)       | Ted Schroeder (2/4)           | –                  | Alrick Man (1/3)               |
| 1946                                                                    | Estados Unidos     | Jack Kramer (1/2)         | Gardnar Mulloy (1/4)     | Frank Parker (2/4)       | Ted Schroeder (1/4)           | –                  | Walter Pate (3/3)              |
| Torneio não realizado entre 1945 e 1939 devido à Segunda Guerra Mundial |                    |                           |                          |                          |                               |                    |                                |
| 1939                                                                    | Austrália          | John Bromwich (1/2)       | Jack Crawford            | Harry Hopman (1/16)      | Adrian Quist                  | –                  | Harry Hopman (1*/16)           |
| 1938                                                                    | Estados Unidos     | Don Budge (2/2)           | Gene Mako (2/2)          | Bobby Riggs              | Joseph Hunt                   | –                  | Walter Pate (2/3)              |
| 1937                                                                    | Estados Unidos     | Don Budge (1/2)           | Gene Mako (1/2)          | Frank Parker (1/4)       | Bryan Grant                   | –                  | Walter Pate (1/3)              |
| 1936                                                                    | Grã-Bretanha       | Bunny Austin (4/4)        | Patrick Hughes (4/4)     | Fred Perry (4/4)         | Raymond Tuckey (2/2)          | –                  | Herbert Barrett (4/4)          |
| 1935                                                                    | Grã-Bretanha       | Bunny Austin (3/4)        | Patrick Hughes (3/4)     | Fred Perry (3/4)         | Raymond Tuckey (1/2)          | –                  | Herbert Barrett (3/4)          |
| 1934                                                                    | Grã-Bretanha       | Bunny Austin (2/4)        | Patrick Hughes (2/4)     | Harry Lee (2/2)          | Fred Perry (2/4)              | –                  | Herbert Barrett (2/4)          |
| 1933                                                                    | Grã-Bretanha       | Bunny Austin (1/4)        | Patrick Hughes (1/4)     | Harry Lee (1/2)          | Fred Perry (1/4)              | –                  | Herbert Barrett (1/4)          |
| 1932                                                                    | França             | Jean Borotra (6/6)        | Christian Boussus (4/4)  | Jacques Brugnon (6/6)    | Henri Cochet (6/6)            | –                  | René Lacoste (4/4)             |
| 1931                                                                    | França             | Jean Borotra (5/6)        | Christian Boussus (3/4)  | Jacques Brugnon (5/6)    | Henri Cochet (5/6)            | –                  | René Lacoste (3/4)             |
| 1930                                                                    | França             | Jean Borotra (4/6)        | Christian Boussus (2/4)  | Jacques Brugnon (4/6)    | Henri Cochet (4/6)            | –                  | Pierre Gillou (4/4)            |
| 1929                                                                    | França             | Jean Borotra (3/6)        | Christian Boussus (1/4)  | Jacques Brugnon (3/6)    | Henri Cochet (3/6)            | –                  | Pierre Gillou (3/4)            |
| 1928                                                                    | França             | Jean Borotra (2/6)        | Jacques Brugnon (2/6)    | Henri Cochet (2/6)       | René Lacoste (2/4)            | –                  | Pierre Gillou (2/4)            |
| 1927                                                                    | França             | Jean Borotra (1/6)        | Jacques Brugnon (1/6)    | Henri Cochet (1/6)       | René Lacoste (1/4)            | –                  | Pierre Gillou (1/4)            |
| 1926                                                                    | Estados Unidos     | Bill Johnston (7/7)       | Vincent Richards (5/5)   | William Tilden (7/7)     | Richard Norris Williams (8/8) | –                  | Norris Williams (8*/8)         |
| 1925                                                                    | Estados Unidos     | Bill Johnston (6/7)       | Vincent Richards (4/5)   | William Tilden (6/7)     | Richard Norris Williams (7/8) | –                  | Norris Williams (7*/8)         |
| 1924                                                                    | Estados Unidos     | Bill Johnston (5/7)       | Howard Kinsey            | Vincent Richards (3/5)   | William Tilden (5/7)          | –                  | Norris Williams (6/8)          |
| 1923                                                                    | Estados Unidos     | Bill Johnston (4/7)       | Vincent Richards (2/5)   | William Tilden (4/7)     | Richard Norris Williams (5/8) | –                  | Richard Norris Williams (5*/8) |
| 1922                                                                    | Estados Unidos     | Bill Johnston (3/7)       | Vincent Richards (1/5)   | William Tilden (3/7)     | Richard Norris Williams (4/8) | –                  | Richard Norris Williams (4*/8) |
| 1921                                                                    | Estados Unidos     | Bill Johnston (2/7)       | William Tilden (2/7)     | Watson Washburn (2/2)    | Richard Norris Williams (3/8) | –                  | Richard Norris Williams (3*/8) |

| Ano  | Equipe Campeã  | Jogador 1       | Jogador 2          | Jogador 3           | Jogador 4            | Jogador 5             | Jogador 6                     | Capitão             |
| ---- | -------------- | --------------- | ------------------ | ------------------- | -------------------- | --------------------- | ----------------------------- | ------------------- |
| 1920 | Estados Unidos | Charles Garland | Samuel Hardy (1/1) | Bill Johnston (1/7) | William Tilden (1/7) | Watson Washburn (1/2) | Richard Norris Williams (2/8) | Samuel Hardy (1*/1) |

| Ano                                                                      | Equipe Campeã    | Jogador 1              | Jogador 2              | Jogador 3             | Jogador 4             | Jogador 5                     | Capitão                |
| ------------------------------------------------------------------------ | ---------------- | ---------------------- | ---------------------- | --------------------- | --------------------- | ----------------------------- | ---------------------- |
| 1919                                                                     | Australásia      | James Anderson         | Norman Brookes(6/6)    | Gerald Patterson      | –                     | –                             | Norman Brookes(6*/6)   |
| Torneio não realizado entre 1919 e 1915 devido à Primeira Guerra Mundial |                  |                        |                        |                       |                       |                               |                        |
| 1914                                                                     | Australásia      | Norman Brookes(5/6)    | Stanley Doust          | Alfred Dunlop (2/2)   | Tony Wilding (4/4)    | –                             | Norman Brookes(5*/6)   |
| 1913                                                                     | Estados Unidos   | Harold Hacket (1/1)    | Wallace Johnson        | Raymond Little        | Maurice McLoughlin    | Richard Norris Williams (1/8) | Harold Hacket (1*/1)   |
| 1912                                                                     | Ilhas Britânicas | Alfred Beamish         | Charles Dixon          | James Parke           | –                     | –                             | Charles Dixon          |
| 1911                                                                     | Australásia      | Norman Brookes(4/6)    | Alfred Dunlop (1/2)    | Rodney Heath          | –                     | –                             | Norman Brookes(4*/6)   |
| Torneio não realizado em 1910                                            |                  |                        |                        |                       |                       |                               |                        |
| 1909                                                                     | Australásia      | Norman Brookes(3/6)    | Tony Wilding (3/4)     | –                     | –                     | –                             | Norman Brookes(3*/6)   |
| 1908                                                                     | Australásia      | Norman Brookes(2/6)    | Tony Wilding (2/4)     | –                     | –                     | –                             | Norman Brookes(2*/6)   |
| 1907                                                                     | Australásia      | Norman Brookes(1/6)    | Tony Wilding (1/4)     | –                     | –                     | –                             | Tony Wilding (1*/4)    |
| 1906                                                                     | Ilhas Britânicas | Laurence Doherty (4/4) | Reginald Doherty       | Sidney Smith          | –                     | –                             | Williams Collins (4/4) |
| 1905                                                                     | Ilhas Britânicas | Laurence Doherty (3/4) | Reginald Doherty (3/4) | Sidney Smith          | –                     | –                             | Williams Collins (3/4) |
| 1904                                                                     | Ilhas Britânicas | Laurence Doherty (2/4) | Reginald Doherty (2/4) | Frank Riseley         | –                     | –                             | Williams Collins (2/4) |
| 1903                                                                     | Ilhas Britânicas | Laurence Doherty (1/4) | Reginald Doherty (1/4) | –                     | –                     | –                             | Williams Collins (1/4) |
| 1902                                                                     | Estados Unidos   | Dwight Davis (2/2)     | William Larned         | Holcombe Ward         | Malcolm Whitman (2/2) | –                             | Malcolm Whitman (2*/2) |
| Torneio não realizado em 1901                                            |                  |                        |                        |                       |                       |                               |                        |
| 1900                                                                     | Estados Unidos   | Dwight Davis (1/2)     | Holcombe Ward          | Malcolm Whitman (1/2) | –                     | –                             | Dwight Davis (1*/2)    |

## Estatísticas

### Títulos por jogador
| Nome | Títulos |
| --- | ------- |
| Roy Emerson | 8       |
| Neale Fraser | 7       |
| Bill Johnston | 7       |
| Stan Smith | 7       |
| William Tilden | 7       |
| Richard Norris Williams | 7       |
| Jean Borotra | 6       |
| Norman Brookes | 6       |
| Jacques Brugnon | 6       |
| Henri Cochet | 6       |
| Rod Laver | 5       |
| Bob Lutz | 5       |
| John McEnroe | 5       |
| John Newcombe | 5       |
| Vincent Richards | 5       |
| Tony Roche | 5       |
| Bunny Austin | 4       |
| Christian Boussus | 4       |
| Laurence Doherty | 4       |
| Reginald Doherty | 4       |
| Stefan Edberg | 4       |
| Lew Hoad | 4       |
| Patrick Hughes | 4       |
| Feliciano López | 4       |
| Gardnar Mulloy | 4       |
| Rafael Nadal | 4       |
| Frank Parker | 4       |
| Fred Perry | 4       |
| Mervyn Rose | 4       |
| Ken Rosewall | 4       |
| Ted Schroeder | 4       |
| Fred Stolle | 4       |
| Tony Wilding | 4       |
| Arthur Ashe | 3       |
| Jonas Björkman | 3       |
| David Ferrer | 3       |
| Anders Järryd | 3       |
| Patrik Kühnen | 3       |
| Ken McGregor | 3       |
| Frank Sedgman | 3       |
| Carl-Uwe Steeb | 3       |
| Bill Talbert | 3       |
| Fernando Verdasco | 3       |
| Mats Wilander | 3       |
| Andre Agassi | 2       |
| Mal Anderson | 2       |
| Boris Becker | 2       |
| Tomáš Berdych | 2       |
| Arnaud Boetsch | 2       |
| Simone Bolelli | 2       |
| John Bromwich | 2       |
| Don Budge | 2       |
| Pat Cash | 2       |
| Ashley Cooper | 2       |
| Jim Courier | 2       |
| Dwight Davis | 2       |
| Alfred Dunlop | 2       |
| Juan Carlos Ferrero | 2       |
| John Fitzgerald | 2       |
| Peter Fleming | 2       |
| Guy Forget | 2       |
| Frank Froehling | 2       |
| Clark Graebner | 2       |
| Marcel Granollers | 2       |
| Rex Hartwig | 2       |
| Lleyton Hewitt | 2       |
| Eric Jelen | 2       |
| Jack Kramer | 2       |
| Nicklas Kulti | 2       |
| René Lacoste | 2       |
| Magnus Larsson | 2       |
| Harry Lee | 2       |
| Gene Mako | 2       |
| Bob Mark | 2       |
| Paul McNamee | 2       |
| Lorenzo Musetti | 2       |
| Joakim Nyström | 2       |
| Mark Philippoussis | 2       |
| Cédric Pioline | 2       |
| Hamilton Richardson | 2       |
| Cliff Richey | 2       |
| Lukáš Rosol | 2       |
| Marat Safin | 2       |
| Pete Sampras | 2       |
| Jannik Sinner | 2       |
| Sidney Smith | 2       |
| Radek Štěpánek | 2       |
| Eliot Teltscher | 2       |
| Raymond Tuckey | 2       |
| Erik van Dillen | 2       |
| Watson Washburn | 2       |
| Malcolm Whitman | 2       |
| Todd Woodbridge | 2       |
| Mikhail Youzhny | 2       |
| \| John Alexander Mario Ančić James Anderson Birger Andersson Jan Apell Matteo Arnaldi Wayne Arthurs Félix Auger-Aliassime Ian Ayre Joan Balcells Corrado Barazzutti Roberto Bautista Agut Alfred Beamish Ove Bengtson Matteo Berrettini Paolo Bertolucci James Blake Björn Borg Bill Bowrey Bob Bryan Mike Bryan Butch Buchholz Pablo Carreño Busta Ross Case Michael Chang Marco Chiudinelli Marin Čilić Borna Ćorić Àlex Corretja Albert Costa Jack Crawford Nikolay Davydenko Olivier Delaître Juan Martin del Potro Federico Delbonis Phil Dent Gabriel Diallo Charles Dixon Novak Djokovic Ivan Dodig Evgeny Donskoy Stanley Doust Mark Edmondson Kyle Edmund Thomas Enqvist Nicolas Escudé Roger Federer Ken Fletcher Alexis Galarneau Charles Garland Richard Gasquet Vitas Gerulaitis Marc-Kevin Goellner Pancho Gonzales Tom Gorman Brian Gottfried Bryan Grant Sébastien Grosjean Magnus Gustafsson Harold Hacket Jan Hájek Samuel Hardy Rodney Heath Pierre-Hugues Herbert Bob Hewitt Harry Hopman Joseph Hunt Goran Ivanišević Wallace Johnson Yevgeny Kafelnikov Aslan Karatsev Ivo Karlović Karen Khachanov Howard Kinsey Jan Kodeš Michael Lammer William Larned Rick Leach Henri Leconte Ivan Lendl Raymond Little Ivan Ljubičić Barry MacKay Todd Martin Gene Mayer Leonardo Mayer Chuck McKinley Maurice McLoughlin Frew McMillan Peter McNamara Daniil Medvedev Ivo Minář Ray Moore Carlos Moyá Andy Murray Jamie Murray Rolf Norberg Magnus Norman Alex Olmedo Adriano Panatta James Parke Gerald Patterson Mate Pavić Guido Pella Vasek Pospisil Lucas Pouille Jim Pugh Adrian Quist Dennis Ralston Guillaume Raoux Richey Reneberg Marty Riessen Bobby Riggs Frank Riseley Tommy Robredo Andy Roddick Andrey Rublev Fabrice Santoro Vic Seixas Denis Shapovalov Franko Škugor Pavel Složil Tomáš Šmíd Harold Solomon Lorenzo Sonego Michael Stich Andrei Stoliarov Henrik Sundström Roscoe Tanner Janko Tipsarević Tony Trabert Viktor Troicki Jo-Wilfried Tsonga Dmitry Tursunov Andrea Vavassori Holcombe Ward James Ward Stan Wawrinka Mark Woodforde George Worthington Nenad Zimonjić Antonio Zugarelli \| | 1       |
| |         |
| John Alexander Mario Ančić James Anderson Birger Andersson Jan Apell Matteo Arnaldi Wayne Arthurs Félix Auger-Aliassime Ian Ayre Joan Balcells Corrado Barazzutti Roberto Bautista Agut Alfred Beamish Ove Bengtson Matteo Berrettini Paolo Bertolucci James Blake Björn Borg Bill Bowrey Bob Bryan Mike Bryan Butch Buchholz Pablo Carreño Busta Ross Case Michael Chang Marco Chiudinelli Marin Čilić Borna Ćorić Àlex Corretja Albert Costa Jack Crawford Nikolay Davydenko Olivier Delaître Juan Martin del Potro Federico Delbonis Phil Dent Gabriel Diallo Charles Dixon Novak Djokovic Ivan Dodig Evgeny Donskoy Stanley Doust Mark Edmondson Kyle Edmund Thomas Enqvist Nicolas Escudé Roger Federer Ken Fletcher Alexis Galarneau Charles Garland Richard Gasquet Vitas Gerulaitis Marc-Kevin Goellner Pancho Gonzales Tom Gorman Brian Gottfried Bryan Grant Sébastien Grosjean Magnus Gustafsson Harold Hacket Jan Hájek Samuel Hardy Rodney Heath Pierre-Hugues Herbert Bob Hewitt Harry Hopman Joseph Hunt Goran Ivanišević Wallace Johnson Yevgeny Kafelnikov Aslan Karatsev Ivo Karlović Karen Khachanov Howard Kinsey Jan Kodeš Michael Lammer William Larned Rick Leach Henri Leconte Ivan Lendl Raymond Little Ivan Ljubičić Barry MacKay Todd Martin Gene Mayer Leonardo Mayer Chuck McKinley Maurice McLoughlin Frew McMillan Peter McNamara Daniil Medvedev Ivo Minář Ray Moore Carlos Moyá Andy Murray Jamie Murray Rolf Norberg Magnus Norman Alex Olmedo Adriano Panatta James Parke Gerald Patterson Mate Pavić Guido Pella Vasek Pospisil Lucas Pouille Jim Pugh Adrian Quist Dennis Ralston Guillaume Raoux Richey Reneberg Marty Riessen Bobby Riggs Frank Riseley Tommy Robredo Andy Roddick Andrey Rublev Fabrice Santoro Vic Seixas Denis Shapovalov Franko Škugor Pavel Složil Tomáš Šmíd Harold Solomon Lorenzo Sonego Michael Stich Andrei Stoliarov Henrik Sundström Roscoe Tanner Janko Tipsarević Tony Trabert Viktor Troicki Jo-Wilfried Tsonga Dmitry Tursunov Andrea Vavassori Holcombe Ward James Ward Stan Wawrinka Mark Woodforde George Worthington Nenad Zimonjić Antonio Zugarelli       |         |

### Títulos por capitão
| Nome                                     | Títulos |
| ---------------------------------------- | ------- |
| Harry Hopman                             | 16      |
| Richard Norris Williams/ Norris Williams | 6       |
| Norman Brookes                           | 5       |
| Herbert Barrett                          | 4       |
| Williams Collins                         | 4       |
| Neale Fraser                             | 4       |
| Pierre Gillou                            | 4       |
| Nikola Pilić                             | 4       |
| Albert Costa                             | 3       |
| Alrick Man                               | 3       |
| Yannick Noah                             | 3       |
| Hans Olsson                              | 3       |
| Walter Pate                              | 3       |
| Shamil Tarpischev                        | 3       |
| Ed Turville                              | 3       |
| Arthur Ashe                              | 2       |
| Tom Gorman                               | 2       |
| Carl-Axel Hageskog                       | 2       |
| René Lacoste                             | 2       |
| Tony Trabert                             | 2       |
| Filippo Volandri                         | 2       |
| Jordi Arrese                             | 1       |
| Lennart Bergelin                         | 1       |
| Sergi Bruguera                           | 1       |
| Frank Dancevic                           | 1       |
| Dwight Davis                             | 1       |
| Donald Dell                              | 1       |
| Charles Dixon                            | 1       |
| Javier Duarte                            | 1       |
| John Fitzgerald                          | 1       |
| Guy Forget                               | 1       |
| Tom Gullikson                            | 1       |
| Harold Hacket                            | 1       |
| Samuel Hardy                             | 1       |
| Perry Jones                              | 1       |
| Robert Kelleher                          | 1       |
| Željko Krajan                            | 1       |
| Severin Lüthi                            | 1       |
| John McEnroe                             | 1       |
| John Newcombe                            | 1       |
| Bogdan Obradović                         | 1       |
| Daniel Orsanic                           | 1       |
| Nicola Pietrangeli                       | 1       |
| Dennis Ralston                           | 1       |
| John-Anders Sjögren                      | 1       |
| Leon Smith                               | 1       |
| Bill Talbert                             | 1       |
| Malcolm Whitman                          | 1       |
| Tony Wilding                             | 1       |

### Títulos nas duas funções
Situação comum na primeira metade do século XX, a relação também contempla nomes que estiveram nas duas funções, mas não tiveram a chance de realizá-las em um mesmo título. Critérios de desempate: soma dos títulos de jogador e capitão; ordem alfabética.
| Nome                    | Jogador | Capitão | Dupla função |
| ----------------------- | ------- | ------- | ------------ |
| Richard Norris Williams | 7       | 6       | 5            |
| Norman Brookes          | 6       | 5       | 5            |
| Harry Hopman            | 1       | 16      | 1            |
| Tony Wilding            | 4       | 1       | 1            |
| Bill Talbert            | 3       | 1       | 1            |
| Dwight Davis            | 2       | 1       | 1            |
| Malcolm Whitman         | 2       | 1       | 1            |
| Charles Dixon           | 1       | 1       | 1            |
| Harold Hacket           | 1       | 1       | 1            |
| Samuel Hardy            | 1       | 1       | 1            |
| Neale Fraser            | 7       | 4       | 0            |
| John McEnroe            | 5       | 1       | 0            |
| John Newcombe           | 5       | 1       | 0            |
| Arthur Ashe             | 3       | 2       | 0            |
| Albert Costa            | 1       | 3       | 0            |
| René Lacoste            | 2       | 2       | 0            |
| John Fitzgerald         | 2       | 1       | 0            |
| Guy Forget              | 2       | 1       | 0            |
| Tom Gorman              | 1       | 2       | 0            |
| Tony Trabert            | 1       | 2       | 0            |
| Dennis Ralston          | 1       | 1       | 0            |